# 17. јануар
17. јануар је седамнаести дан у години у Грегоријанском календару. 348 дана (349 у преступним годинама) остаје у години после овог дана.

## Догађаји
- 38. п. н. е. — Октавијан Август се развео од своје супруге Скрибоније и оженио се Ливијом Друзилом, што је окончало крхки мир између Другог тријумвирата и Секста Помпеја.
- 1377 — Папа Гргур XI је обновио папско седиште у Риму и тиме окончао Авињонско ропство римских папа.
- 1562 — Француска регенткиња Катарина Медичи је Сенжерменским едиктом загарантовала хугенотима ограничену толеранцију.
- 1773 — Британски морепловац Џејмс Кук је бродом „Резолушн“ први прешао Антарктички круг.
- 1781 — Континентална војска под командном бригадног генерала Данијела Моргана је бици код Каупенса поразила британске снаге под командом потпуковника Банастрија Тарлтона.
- 1834 — Почеле су да излазе Новине србске, прве новине у Кнежевини Србији.
- 1852 — Уједињено Краљевство је признало назависност бурске колоније Трансвал.
- 1912 — САД су преузеле у свој посед острво Вејк у Тихом океану.
- 1912 — Капетан Роберт Фалкон Скот је стигао до Јужног пола, један месец након Роалда Амундсена.
- 1913 — Ремон Поенкаре је изабран за председника Француске.
- 1919 — САД су платиле Данској 25 милиона долара за Девичанска острва.
- 1919 — Пољски композитор Игнаци Јан Падеревски, пијаниста светског гласа, постао је први премијер републике Пољске, успостављене после завршетка Првог светског рата.
- 1920 — У САД ступила на снагу прохибиција, законска забрана производње и продаје алкохола.
- 1929 — Први пут приказан цртани филм Морнар Попај.
- 1945 — совјетске трупе и Пољске патриотске снаге су у Другом светском рату ослободиле Варшаву, више од пет година након пада главног града Пољске у руке немачких нациста.
- 1946 — У Лондону је одржана прва седница Савета безбедности Уједињених нација.
- 1947 — Проглашен је први Устав Народне Републике Србије.
- 1959 — Сенегал и Француски Судан донели су одлуку о формирању федералне државе под називом Република Мали. Одлука је ступила на снагу у априлу.
- 1961 — Убијен је конгоански државник Патрис Лумумба, бивши премијер Конга, творац независности земље, симбол борбе против колонијализма и херој „црне Африке“.
- 1966 — У судару изнад Шпаније америчког бомбардера „B-52“ и шпанског авиона за снабдевање горивом погинуло је осам људи, а бомбардер је био принуђен да у Средоземно море баци хидрогенску бомбу, која није експлодирала.
- 1991 — САД и западни савезници извели су у Заливском рату други и трећи талас масовног бомбардовања циљева у Ираку и Кувајту; три ирачке ракете „скад“ експлодирале су у Тел Авиву.
- 1995 — У земљотресу који је погодио шире подручје јапанског града Кобе погинуло је више од 6.400 људи, а материјална штета је процењена на 85,5 милијарди долара.
- 1997 — У Даблину је суд прогласио први развод брака у историји Ирске, на основу закона одобреног на референдуму, чему се жестоко противила римокатоличка црква.
- 2000 — У Центру безбедности у Цетињу регистрована је неканонска Црногорска православна црква.
- 2002 — У ерупцији вулкана Њирагонго у Демократској Републици Конго разорени су град Гома и околна села, живот је изгубило више од 100 људи, а десетне хиљада остало је без својих домова.
- 2002 — Скупштина Југославије ратификовала Дејтонски споразум, потписан 1995, којим је окончан рат у Босни.
- 2003 — Бугарска влада укинула је санкције против СР Југославије уведене 1998. али су остала замрзнута средства која припадају бившем председника СРЈ Слободану Милошевићу, његовој породици и осморици бивших високих функционера.

## Рођења
- 1600 — Педро Калдерон де ла Барка, шпански драматург, песник и писац. (прем. 1681)[1]
- 1706 — Бенџамин Френклин, амерички научник и политичар. (прем. 1790)[2]
- 1732 — Станислав II Август Поњатовски, пољски краљ. (прем. 1798)[3]
- 1820 — Ен Бронте, енглеска књижевница. (прем. 1849)[4]
- 1863 — Дејвид Лојд Џорџ, британски државник. (прем. 1945)[5]
- 1871 — Дејвид Бити, британски адмирал. (прем. 1936)[6]
- 1880 — Мак Сенет, канадско-амерички глумац, редитељ, продуцент и управник студија, најпознатији као Краљ комедије. (прем. 1960)[7]
- 1899 — Ал Капоне, амерички гангстер и бизнисмен. (прем. 1947)[8]
- 1912 — Војислав Ђурић (историчар књижевности), је српски историчар књижевности, академик и универзитетски професор. (прем. 2006)[9]
- 1922 — Бети Вајт, америчка глумица, комичарка, ТВ водитељка и списатељица. (прем. 2021)[10]
- 1931 — Џејмс Ерл Џоунс, амерички глумац. (прем. 2024)[11]
- 1933 — Далида, француска певачица и глумица. (прем. 1987)[12]
- 1942 — Мухамед Али, амерички боксер, активиста и филантроп. (прем. 2016)[13]
- 1946 — Мето Јовановски, македонски глумац. (прем. 2023)
- 1952 — Рјучи Сакамото, јапански музичар, композитор, музички продуцент, активиста и глумац. (прем. 2023)[14]
- 1954 — Богољуб Карић, српски политичар и бизнисмен.[15]
- 1958 — Миле Исаковић, српски рукометаш.[16]
- 1961 — Маја Чибурданидзе, грузијска шахисткиња.[17]
- 1962 — Џим Кери, канадско-амерички глумац, комичар, сценариста, продуцент, музичар и сликар.[18]
- 1963 — Кај Хансен, немачки музичар, најпознатији као суоснивач и члан група Gamma Ray и Helloween.[19]
- 1964 — Предраг Томановић, српски глумац. (прем. 1993)[20]
- 1966 — Љупчо Георгијевски, македонски политичар, 3. премијер Македоније (1998—2002).[21]
- 1969 — Тијесто, холандски ди-џеј и музички продуцент.[22]
- 1971 — Лил Џон, амерички музичар, музички продуцент и ди-џеј.[23]
- 1971 — Кид Рок, амерички музичар, музички продуцент и глумац.[24]
- 1973 — Куаутемок Бланко, мексички фудбалер и политичар.[25]
- 1977 — Младен Бојиновић, српски рукометаш.[26]
- 1980 — Зои Дешанел, америчка глумица и музичарка.[27]
- 1981 — Велимир Радиновић, српско-канадски кошаркаш.[28]
- 1982 — Двејн Вејд, амерички кошаркаш.[29]
- 1983 — Алваро Арбелоа, шпански фудбалер.[30]
- 1984 — Калвин Харис, шкотски музичар, музички продуцент и ди-џеј.[31]
- 1988 — Ерл Кларк, амерички кошаркаш.[32]
- 1988 — Алберт Рамос-Вињолас, шпански тенисер.[33]
- 1989 — Антоан Дио, француски кошаркаш.[34]
- 1990 — Томислав Зубчић, хрватски кошаркаш.[35]
- 1995 — Дејан Давидовац, српски кошаркаш.[36]
- 1995 — Филип Јанковић, српски фудбалер.[37]
- 1997 — Никола Јакшић, српски ватерполиста.[38]

## Смрти
- 395 — Теодосије I, последњи цар јединственог Римског царства (рођ. 347).[39]
- 1468 — Ђурађ Кастриот Скендербег, албански национални јунак. (рођ. 1405).[40]
- 1874 — браћа Чанг и Енг, најпознатији сијамски близанци. (рођ. 1811).[41]
- 1961 — Патрис Лумумба, политичар и државник, премијер Конга. (рођ. 1925).[42]
- 1964 — Ђорђе Андрејевић Кун, српски сликар и графичар. (рођ. 1904).[43]
- 1979 — Лазо М. Костић је био статистичар, правник, историчар, публициста и професор Београдског универзитета. (рођ. 1897)
- 2008 — Боби Фишер, амерички шахиста. (рођ. 1943)[44]
- 2015 — Драгиша Станковић Челик, југословенски боксер. (рођ. 1939)[45]
- 2019 — Сабрина Влашкалић, музичар и професор класичне гитаре. (рођ. 1989)[46]

## Празници и дани сећања
- Српска православна црква слави:[47]
  - Сабор светих Седамдесет апостола
  - Јевстатија I, архиепископа српског
  - Преподобног Акакија Мирсинона
  - Свете мученике Зосиму Монаха и Атанасија Коментарисија
  - Преподобног Теоктиста сицилијанског
  - Свете мученике ватопедске - Јевтимија и 12 монаха
  - Свете мученике Хрисанта и Ефимија
  - Преподобномученика Онуфрија Хиландарца
  - Преподобног Јевтимија Новог
  - Спомен светих мученика мајке и њено двоје деце
  - Спомен светих 6 мученика
  - Евнуха царице Кандакије[48]